# یان کواست
یان کواست (آلمانی: Jan Quast؛ زادهٔ ۹ ژانویه ۱۹۷۰) بوکسور اهل آلمان است.
وی در مسابقات کشوری و بین‌المللی در مجموع برندهٔ ۲ مدال برنز شده‌است.